# Comuna Veselivka, Korosten
Veselivka (în ucraineană Веселівська сільська рада) este o comună în raionul Korosten, regiunea Jîtomîr, Ucraina, formată din satele Ivanivka, Kovalivșciîna, Rozivka și Veselivka (reședința).

## Demografie
Componența lingvistică a comunei Veselivka
     Ucraineană (98,1%)
     Rusă (1,82%)
Conform recensământului din 2001, majoritatea populației comunei Veselivka era vorbitoare de ucraineană (98,1%), existând în minoritate și vorbitori de rusă (1,82%).